# 愛媛県立宇和高等学校三瓶分校
愛媛県立宇和高等学校三瓶分校（えひめけんりつうわこうとうがっこうみかめぶんこう）は、愛媛県西予市三瓶町にあった高等学校である。

## 学科
- 普通科

## 沿革
- 1920年（大正9年）- 山下亀三郎が生母出身地のゆかりで第二山下実科高等女学校を開校する[2]。
- 1924年（大正13年）- 組織変更により第二山下高等女学校となる[3]。
- 1941年（昭和16年）- 家庭科専攻科設置される。
- 1947年（昭和22年）- 学制改革により、男女共学の山下西南中学校が併設される。
- 1948年（昭和23年）- 愛媛県立に移管し、愛媛県立三瓶高等学校および併設中学校になる。
- 1950年（昭和25年）- 定時制（普通科）が開設される。
- 1951年（昭和26年）- 併設中学校が廃止される。
- 1956年（昭和31年）- 校歌が制定される。（作詞:坂村真民 作曲:中田喜直[4]）
- 1983年（昭和58年）- 邦楽部が第7回全国高等学校総合文化祭愛媛県代表として出場。
- 1985年（昭和60年）- 邦楽部が第9回全国高等学校総合文化祭愛媛県代表として出場。
- 1986年（昭和61年）- 定時制課程が閉校となる。
- 1989年（平成元年）- スクールカラーが制定される。
- 1992年（平成4年）- 邦楽部が第16回全国高等学校総合文化祭愛媛県代表として出場。
- 1994年（平成6年）- 第18回全国高等学校総合文化祭で邦楽部が文化庁長官賞を受賞し、優秀校東京特別公演に参加する。
- 1998年（平成10年）- 第22回全国高等学校総合文化祭で優秀賞を受賞する。
- 2002年（平成14年）- 第26回全国高等学校総合文化祭で邦楽部が文化庁長官賞を受賞し、優秀校東京特別公演に参加する。
- 2005年（平成17年）- 第29回全国高等学校総合文化祭日本音楽（邦楽）部門に出場。
- 2013年（平成25年）-「社会貢献青少年」内閣府特命担当大臣表彰。
- 2020年（令和2年）- 分校化して愛媛県立宇和高等学校三瓶分校となる。
- 2023年（令和5年）- 再編整備基準を満たせなかったため募集停止[5]。
- 2025年（令和7年）- 廃校。[6]

## 出身者
- 馬淵史郎（明徳義塾高校野球部監督）
- 森厚三（元プロ野球選手）
- 井上卓也（元プロ野球選手）
- 塀内久雄（元プロ野球選手）
- 松下圭太（元プロ野球選手）
- 宮中雲子（詩人・童話作家）
- 薬師神繁男（元プロ野球選手）
- 小野誠治（元卓球選手・元世界チャンピオン）